# Allsvenskan i bandy 2007/2008

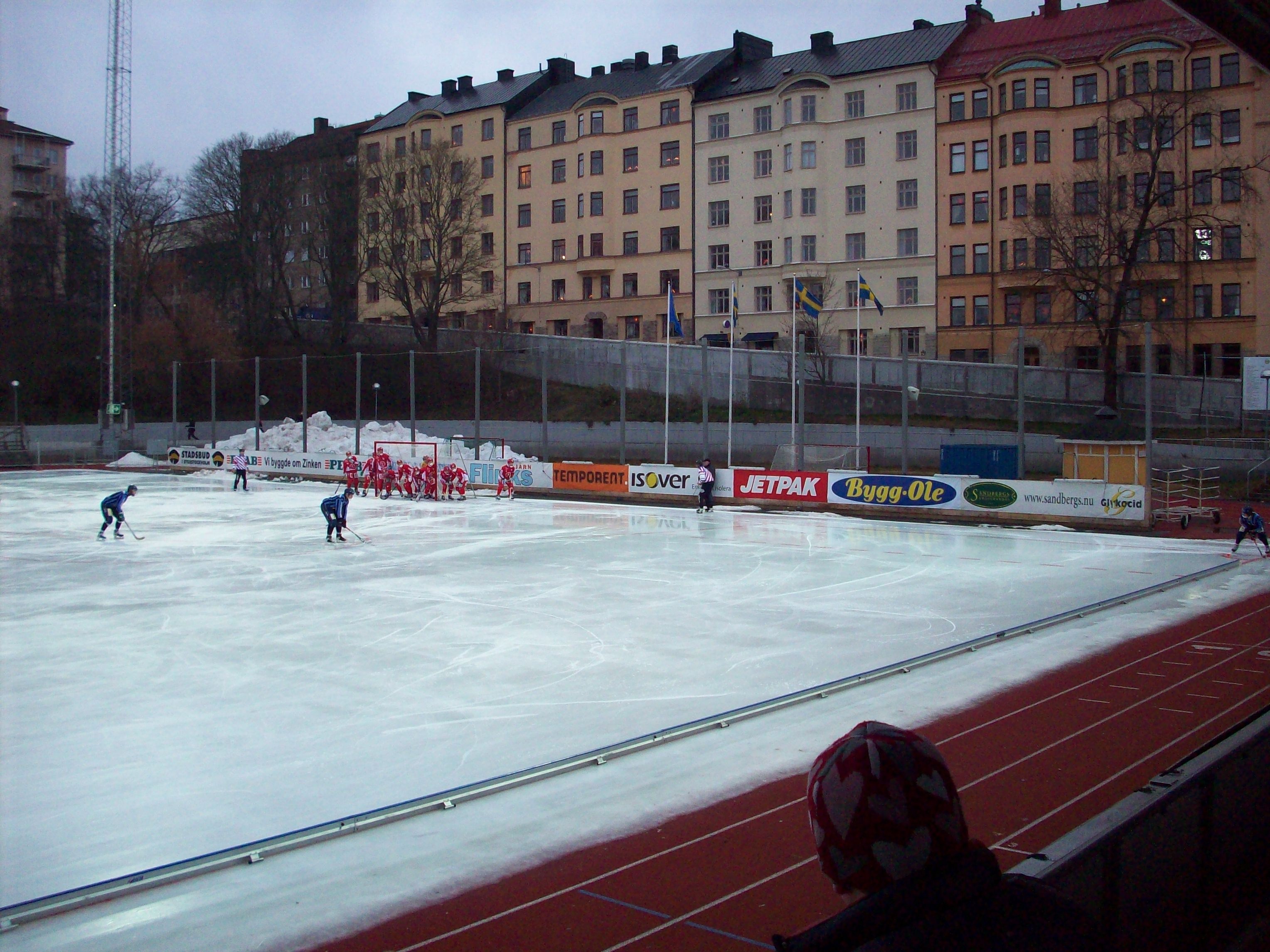
Hörna för Djurgårdens IF i annandagsderbyt mot Gustavsbergs IF.

Allsvenskan i bandy 2007/2008 var Sveriges näst högsta division i bandy för herrar säsongen 2007/2008. Serierna var "raka", omfattade 18 omgångar med möten hemma och borta, och lottades inte om. Lag 1-2 i respektive grupp gick vidare till kvalspel till Elitserien säsongen 2008/2009, lag 9 i respektive grupp spelade nedflyttningskval och lag 10 i respektive grupp flyttades ner till Division 1. Säsongsstarten var senarelagd. För att få bättre ekonomi blev kvällsomgångarna färre. Norrgruppen fick ekonomiskt stöd.
Första matchen spelades i södergruppen, fredag 16 november 2007, Nässjö IF-Otterbäckens BK 4-5.

## Tabeller

### Allsvenskan norra
| Nr | Lag                         | S  | V  | O | F  | +/-      | P  |
| -- | --------------------------- | -- | -- | - | -- | -------- | -- |
| 1  | Kalix Bandy                 | 18 | 16 | 1 | 1  | 191 - 68 | 33 |
| 2  | Haparanda Tornio BF         | 18 | 11 | 4 | 3  | 123 - 83 | 26 |
| 3  | Ljusdals BK                 | 18 | 12 | 1 | 5  | 110 - 86 | 25 |
| 4  | Selånger SK Sundsvall Bandy | 18 | 11 | 1 | 6  | 131 - 96 | 23 |
| 5  | Skutskärs IF                | 18 | 11 | 0 | 7  | 124 - 88 | 22 |
| 6  | Söderfors GoIF              | 18 | 6  | 2 | 10 | 91 - 116 | 14 |
| 7  | UNIK BK                     | 18 | 5  | 2 | 11 | 89 - 127 | 12 |
| 8  | Helenelunds IK              | 18 | 5  | 2 | 11 | 97 - 147 | 12 |
| 9  | Karlsborgs BK               | 18 | 3  | 2 | 13 | 82 - 127 | 8  |
| 10 | Uppsala BoIS                | 18 | 2  | 1 | 15 | 74 - 174 | 5  |

### Allsvenskan mellersta

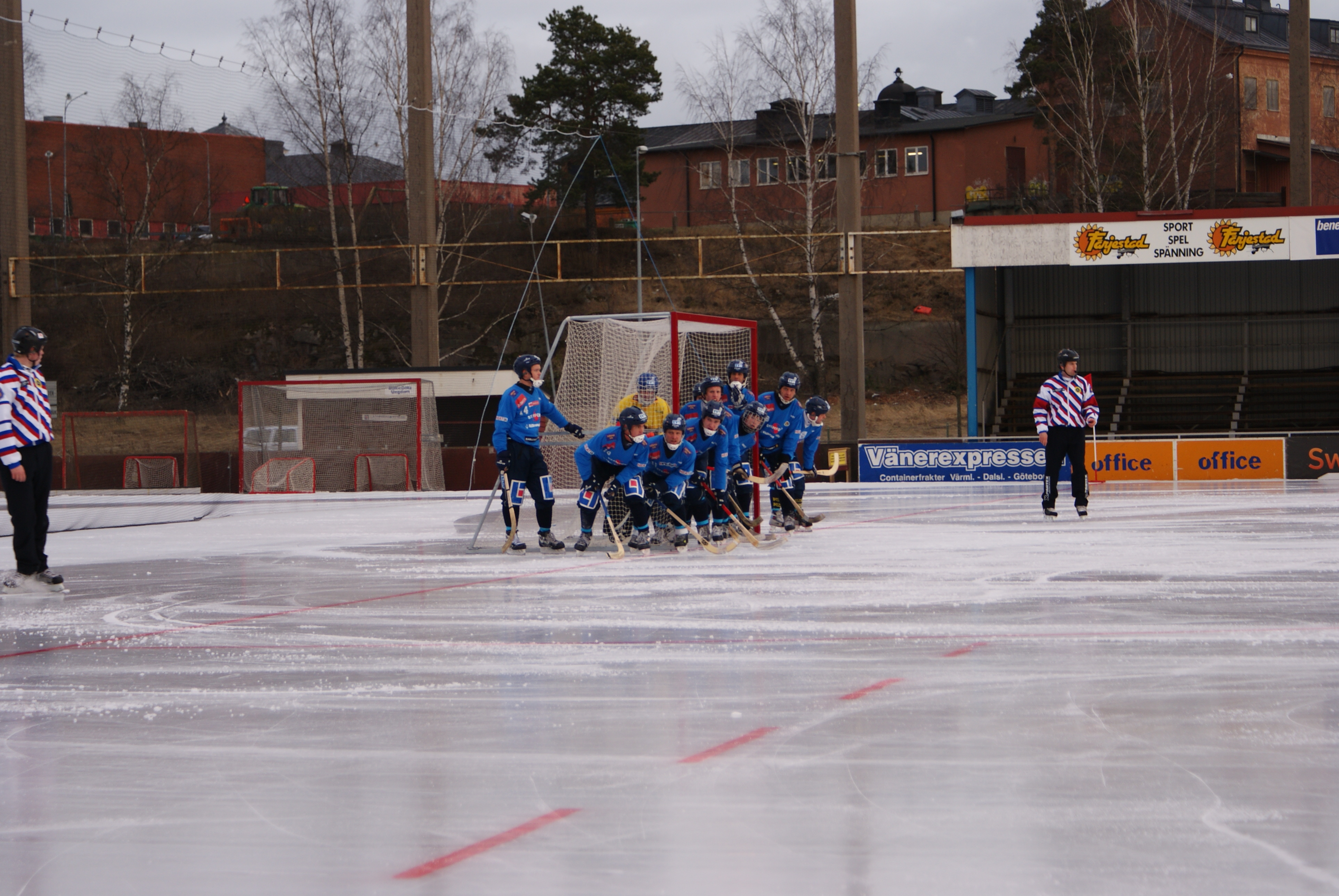
BS BolticGöta mot Gustavsbergs IF.

| Nr | Lag                    | S  | V  | O | F  | +/-       | P  |
| -- | ---------------------- | -- | -- | - | -- | --------- | -- |
| 1  | Örebro SK              | 18 | 15 | 1 | 2  | 143 - 76  | 31 |
| 2  | BS BolticGöta          | 18 | 15 | 0 | 3  | 164 - 76  | 30 |
| 3  | Västanfors IF          | 18 | 12 | 1 | 5  | 101 - 67  | 25 |
| 4  | Finspångs AIK          | 18 | 10 | 2 | 6  | 119 - 91  | 22 |
| 5  | Katrineholm Värmbol BS | 18 | 8  | 4 | 6  | 102 - 118 | 20 |
| 6  | Köpings IS             | 18 | 6  | 5 | 7  | 94 - 102  | 17 |
| 7  | Gustavsbergs IF        | 18 | 6  | 2 | 10 | 84 - 104  | 14 |
| 8  | BK Derby               | 18 | 4  | 3 | 11 | 77 - 97   | 11 |
| 9  | Slottsbrons IF         | 18 | 3  | 2 | 13 | 86 - 126  | 8  |
| 10 | Djurgårdens IF         | 18 | 0  | 2 | 16 | 52 - 165  | 2  |

### Allsvenskan södra
| Nr | Lag                | S  | V  | O | F  | +/-      | P  |
| -- | ------------------ | -- | -- | - | -- | -------- | -- |
| 1  | IFK Kungälv        | 18 | 18 | 0 | 0  | 148 - 57 | 36 |
| 2  | Frillesås BK       | 18 | 9  | 5 | 3  | 115 - 96 | 23 |
| 3  | Lidköpings AIK     | 18 | 9  | 4 | 5  | 108 - 90 | 22 |
| 4  | Ale-Surte BK       | 18 | 8  | 4 | 6  | 91 - 83  | 20 |
| 5  | GAIS Bandy         | 18 | 7  | 4 | 7  | 71 - 97  | 18 |
| 6  | Nässjö IF          | 18 | 7  | 3 | 8  | 65 - 69  | 17 |
| 7  | Otterbäckens BK    | 18 | 5  | 3 | 10 | 71 - 100 | 13 |
| 8  | Tjust BK           | 18 | 4  | 4 | 10 | 87 - 100 | 12 |
| 9  | Jönköping Bandy IF | 18 | 3  | 5 | 10 | 60 - 93  | 11 |
| 10 | Målilla GoIF       | 18 | 3  | 2 | 13 | 61 - 87  | 8  |

## Seriematcherna

### Norrgruppen
| - 17 november 2007 Haparanda Tornio BK-Uppsala BoIS 9-2 - 17 november 2007 Ljusdals BK-Karlsborgs BK 7-3 - 17 november 2007 Skutskärs IF-Helenelunds IK 13-3 - 17 november 2007 UNIK BK-SSK Sundsvall bandy 1-3 - 17 november 2007 Kalix Bandy-Söderfors GoIF 14-3 - 18 november 2007 Kalix-Uppsala 15-3 - 18 november 2007 Sundsvall-Karlsborg 10-2 - 18 november 2007 Haparanda Tornio-Söderfors 6-6 - 21 november 2007 Helenelund-UNIK 6-5 - 21 november 2007 Karlsborg-Kalix 1-7 - 21 november 2007 Skutskär-Ljusdal 6-2 - 24 november 2007 Helenelund-Haparanda Tornio 4-8 - 24 november 2007 Ljusdal-Sundsvall 8-4 - 24 november 2007 Skutskär-Söderfors 8-3 - 25 november 2007 UNIK-Haparanda Tornio 10-6 - 1 december 2007 Söderfors-Uppsala 8-3 - 1 december 2007 Ljusdal-Kalix 1-2 - 1 december 2007 Haparanda Tornio-Skutskär 2-4 - 2 december 2007 Helenelund-Sundsvall 8-4 - 2 december 2007 Karlsborg-Skutskär 4-7 - 2 december 2007 Söderfors-Kalix 9-12 - 7 december 2007 Karlsborg-Haparanda Tornio 6-9 - 8 december 2007 Skutskär-Uppsala 10-5 - 8 december 2007 Sundsvall-Söderfors 4-4 - 8 december 2007 UNIK-Helenelund 6-6 - 8 december 2007 Kalix-Ljusdal 12-4 - 9 december 2007 Haparanda Tornio-Ljusdal 8-8 - 15 december 2007 Helenelund-Skutskär 10-7 - 15 december 2007 Uppsala-Söderfors 3-7 - 15 december 2007 Kalix-Sundsvall 12-4 - 15 december 2007 Karlsborg-UNIK 7-10 - 16 december 2007 Haparanda Tornio-Sundsvall 5-4 - 16 december 2007 Kalix-UNIK 18-1 - 16 december 2007 Ljusdal-Uppsala 6-4 - 22 december 2007 Skutskär-Sundsvall 4-5 - 26 december 2007 Kalix-Karlsborg 6-5 - 26 december 2007 Sundsvall-Ljusdal 11-6 - 26 december 2007 Söderfors-Skutskär 2-10 - 26 december 2007 Uppsala-UNIK 1-6 - 29 december 2007 Skutskär-Kalix 6-7 - 29 december 2007 Sundsvall-Uppsala 11-1 - 29 december 2007 Ljusdal-UNIK 8-2 - 29 december 2007 Söderfors-Helenelund 8-9 | - 4 januari 2008 Haparanda Tornio-Karlsborg 3-3 - 4 januari 2008 Uppsala-Skutskär 3-9 - 5 januari 2008 Ljusdal-Helenelund 10-2 - 5 januari 2008 Sundsvall-UNIK 8-2 - 9 januari 2008 UNIK-Uppsala 6-6 - 12 januari 2008 Uppsala-Haparanda Tornio 2-10 - 12 januari 2008 Söderfors-Sundsvall 5-6 - 12 januari 2008 UNIK-Skutskär 5-8 - 13 januari 2008 Karlsborg-Ljusdal 4-6 - 13 januari 2008 Sundsvall-Haparanda Tornio 5-6 - 15 januari 2008 Uppsala-Helenelund 3-11 - 16 januari 2008 Ljusdal-Skutskär 9-3 - 19 januari 2008 Helenelund-Karlsborg 5-8 - 19 januari 2008 Skutskär-Haparanda Tornio 5-6 - 19 januari 2008 Sundsvall-Kalix 5-18 - 19 januari 2008 UNIK-Söderfors 5-6 - 20 januari 2008 Söderfors-Haparanda Tornio 5-9 - 20 januari 2008 Skutskär-Karlsborg 7-3 - 20 januari 2008 Uppsala-Kalix 4-23 - 20 januari 2008 Sundsvall-Helenelund 16-4 - 23 januari 2008 Söderfors-Ljusdal 2-4 - 26 januari 2008 Karlsborg-Söderfors 1-5 - 26 januari 2008 UNIK-Ljusdal 5-7 - 26 januari 2008 Haparanda Tornio-Helenelund 14-1 - 27 januari 2008 Karlsborg-Helenelund 6-6 - 2 februari 2008 Helenelund-Uppsala 6-7 - 2 februari 2008 UNIK-Karlsborg 9-6 - 2 februari 2008 Ljusdal-Söderfors 3-4 - 3 februari 2008 Sundsvall-Skutskär 10-2 - 3 februari 2008 Uppsala-Karlsborg 7-10 - 6 februari 2008 Kalix-Haparanda Tornio 4-4 - 6 februari 2008 Söderfors-UNIK 3-8 - 9 februari 2008 Helenelund-Ljusdal 2-5 - 9 februari 2008 Karlsborg-Uppsala 8-9 - 9 februari 2008 Kalix-Skutskär 6-4 - 10 februari 2008 Haparanda Tornio-UNIK 7-3 - 13 februari 2008 Haparanda Tornio-Kalix 5-4 - 13 februari 2008 Helenelund-Söderfors 7-8 - 16 februari 2008 Karlsborg-Sundsvall 3-11 - 16 februari 2008 UNIK-Kalix 2-10 - 16 februari 2008 Uppsala-Ljusdal 6-9 - 17 februari 2008 Helenelund-Kalix 3-10 - 23 februari 2008 Ljusdal-Haparanda Tornio 7-6 - 24 februari 2008 Kalix-Helenelund 11-4 - 24 februari 2008 Skutskär-UNIK 11-3 - 24 februari 2008 Söderfors-Karlsborg 3-4 - 24 februari 2008 Uppsala-Sundsvall 5-10 |

### Mellangruppen
| - 17 november 2007 BK Derby-Gustavsbergs IF 4-5 - 17 november 2007 Finspångs AIK-Örebro SK 4-8 - 17 november 2007 Västanfors IF-Slottsbrons IF 9-4 - 17 november 2007 BS Boltic Göta-Köpings IS 9-4 - 17 november 2007 Katrineholm Värmbol-Djurgårdens IF 1-9 - 24 november 2007 Djurgården-Örebro 1-9 - 24 november 2007 Finspång-Slottsbron 8-4 - 24 november 2007 Gustavsberg-Boltic Göta 6-7 - 24 november 2007 Västanfors-Derby 5-3 - 24 november 2007 Köping-Katrineholm Värmbol 3-6 - 1 december 2007 Finspång-Västanfors 3-4 - 1 december 2007 Örebro-Köping 9-4 - 1 december 2007 Boltic Göta-Derby 6-1 - 1 december 2007 Katrineholm Värmbol-Gustavsberg 4-3 - 8 december 2007 Derby-Katrineholm Värmbol 5-5 - 8 december 2007 Djurgården-Finspång 2-7 - 8 december 2007 Gustavsberg-Örebro 2-8 - 8 december 2007 Västanfors-Boltic Göta 5-2 - 8 december 2007 Köping-Slottsbron 4-3 - 15 december 2007 Djurgården-Derby 6-7 - 15 december 2007 Finspång-Köping 8-7 - 15 december 2007 Slottsbron-Gustavsberg 5-9 - 15 december 2007 Örebro-Västanfors 6-2 - 15 december 2007 Katrineholm Värmbol-Boltic Göta 5-13 - 19 december 2007 Boltic Göta-Örebro 6-5 - 22 december 2007 Derby-Slottsbron 5-5 - 22 december 2007 Gustavsberg-Finspång 5-4 - 22 december 2007 Västanfors-Katrineholm Värmbol 7-6 - 22 december 2007 Köping-Djurgården 4-4 - 26 december 2007 Djurgården-Gustavsberg 4-5 - 26 december 2007 Finspång-Derby 10-5 - 26 december 2007 Köping-Västanfors 6-6 - 26 december 2007 Slottsbron-Boltic Göta 3-9 - 26 december 2007 Örebro-Katrineholm Värmbol 10-10 - 29 december 2007 Derby-Finspång 1-3 - 29 december 2007 Katrineholm Värmbol-Örebro 4-7 - 31 december 2007 Boltic Göta-Slottsbron 11-2 - 31 december 2007 Gustavsberg-Djurgården 4-3 - 31 december 2007 Västanfors-Köping 3-4 - 5 januari 2007 Djurgården-Boltic Göta 6-19 - 5 januari 2007 Finspång-Katrineholm Värmbol 10-2 - 5 januari 2007 Slottsbron-Örebro 2-5 - 6 januari 2007 Gustavsberg-Västanfors 3-7 - 6 januari 2007 Köping-Derby 6-5 | - 12 januari 2007 Derby-Köping 4-4 - 12 januari 2007 Västanfors-Gustavsberg 4-2 - 12 januari 2007 Örebro-Slottsbron 8-4 - 12 januari 2007 Boltic Göta-Djurgården 17-1 - 12 januari 2007 Katrineholm Värmbol-Finspång 5-4 - 13 januari 2007 Slottsbron-Djurgården 6-2 - 16 januari 2007 Djurgården-Västanfors 3-7 - 16 januari 2007 Finspång-Boltic Göta 8-6 - 16 januari 2007 Köping-Gustavsberg 6-3 - 16 januari 2007 Slottsbron-Katrineholm Värmbol 8-8 - 16 januari 2007 Örebro-Derby 8-5 - 19 januari 2008 Gustavsberg-Köping 4-4 - 19 januari 2008 Västanfors-Djurgården 15-1 - 19 januari 2008 Katrineholm Värmbol-Slottsbron 7-4 - 23 januari 2008 Örebro-Boltic Göta 10-4 - 26 januari 2008 Djurgården-Köping 4-16 - 26 januari 2008 Slottsbron-Derby 8-3 - 26 januari 2008 Katrineholm Värmbol-Västanfors 2-4 - 2 februari 2008 Derby-Djurgården 8-2 - 2 februari 2008 Gustavsberg-Slottsbron 9-3 - 2 februari 2008 Västanfors-Örebro 5-3 - 2 februari 2008 Köping-Finspång 3-3 - 6 februari 2008 Boltic Göta-Västanfors 5-3 - 6 februari 2008 Finspång-Djurgården 9-1 - 6 februari 2008 Katrineholm Värmbol-Derby 9-3 - 6 februari 2008 Slottsbron-Köping 6-7 - 6 februari 2008 Örebro-Gustavsberg 13-6 - 9 februari 2008 Derby-Boltic Göta 5-8 - 9 februari 2008 Djurgården-Slottsbron 3-11 - 9 februari 2008 Gustavsberg-Katrineholm Värmbol 5-6 - 9 februari 2008 Västanfors-Finspång 7-8 - 9 februari 2008 Köping-Örebro 4-8 - 10 februari 2008 Finspång-Gustavsberg 8-8 - 13 februari 2008 Derby-Örebro 3-4 - 13 februari 2008 Boltic Göta-Katrineholm Värmbol 22-2 - 16 februari 2008 Derby-Västanfors 4-2 - 16 februari 2008 Slottsbron-Finspång 6-13 - 16 februari 2008 Örebro-Djurgården 10-3 - 16 februari 2008 Boltic Göta-Gustavsberg 8-4 - 16 februari 2008 Katrineholm Värmbol-Köping 10-4 - 20 februari 2008 Boltic Göta-Finspång 5-2 - 23 februari 2008 Djurgården-Katrineholm Värmbol 5-5 - 23 februari 2008 Gustavsberg-Derby 1-6 - 23 februari 2008 Köping-Boltic Göta 4-7 - 23 februari 2008 Slottsbron-Västanfors 2-6 - 23 februari 2008 Örebro-Finspång 12-7 |

### Södergruppen
| - 16 november 2007 Nässjö IF-Otterbäckens BK 4-5 - 17 november 2007 Ale Surte BK-Tjust BF 8-7 - 17 november 2007 IFK Kungälv-Målilla GoIF 4-3 - 17 november 2007 Jönköping bandy-Frillesås BK 4-10 - 17 november 2007 Lidköpings AIK-GAIS Bandy 4-4 - 23 november 2007 GAIS-Kungälv 2-15 - 24 november 2007 Frillesås-Nässjö 4-4 - 24 november 2007 Otterbäcken-Ale Surte 3-9 - 24 november 2007 Målilla-Jönköping 7-2 - 24 november 2007 Tjust-Lidköping 4-4 - 30 november 2007 Kungälv-Lidköping 10-4 - 1 december 2007 Ale Surte-Frillesås 2-8 - 1 december 2007 Jönköping-GAIS 3-3 - 1 december 2007 Nässjö-Målilla 3-1 - 1 december 2007 Otterbäcken-Tjust 7-4 - 8 december 2007 Frillesås-Otterbäcken 7-7 - 8 december 2007 GAIS-Nässjö 4-5 - 8 december 2007 Målilla-Ale Surte 2-2 - 8 december 2007 Tjust-Kungälv 2-12 - 8 december 2007 Lidköping-Jönköping 8-3 - 11 december 2007 Nässjö-Lidköping 3-6 - 12 december 2007 Ale Surte-GAIS 4-2 - 12 december 2007 Frillesås-Tjust 9-3 - 12 december 2007 Jönköping-Kungälv 3-4 - 12 december 2007 Otterbäcken-Målilla 7-1 - 14 december 2007 Kungälv-Nässjö 6-2 - 15 december 2007 GAIS-Otterbäcken 6-5 - 15 december 2007 Målilla-Frillesås 4-10 - 15 december 2007 Tjust-Jönköping 6-2 - 15 december 2007 Lidköping-Ale Surte 2-8 - 26 december 2007 Ale Surte-Kungälv 4-5 - 26 december 2007 Frillesås-GAIS 10-3 - 26 december 2007 Nässjö-Jönköping 3-4 - 26 december 2007 Otterbäcken-Lidköping 5-10 - 26 december 2007 Målilla-Tjust 6-8 - 28 december 2007 Kungälv-Otterbäcken 8-4 - 29 december 2007 Jönköping-Ale Surte 2-9 - 29 december 2007 Lidköping-Frillesås 11-7 - 30 december 2007 Nässjö-Tjust 3-2 - 2 januari 2008 Ale Surte-Nässjö 1-3 - 2 januari 2008 Målilla-Lidköping 5-6 - 2 januari 2008 Otterbäcken-Jönköping 1-4 - 2 januari 2008 Tjust-GAIS 3-3 | - 4 januari 2008 GAIS-Lidköping 5-4 - 5 januari 2008 Frillesås-Jönköping 3-2 - 5 januari 2008 Otterbäcken-Nässjö 4-2 - 5 januari 2008 Målilla-Kungälv 4-10 - 5 januari 2008 Tjust-Ale Surte 3-6 - 11 januari 2008 Kungälv-GAIS 11-3 - 12 januari 2008 Ale Surte-Otterbäcken 3-3 - 12 januari 2008 Jönköping-Målilla 5-3 - 12 januari 2008 Nässjö-Frillesås 5-5 - 12 januari 2008 Lidköping-Tjust 11-5 - 16 januari 2008 Frillesås-Kungälv 5-9 - 18 januari 2008 Målilla-Nässjö 2-4 - 19 januari 2008 Frilleås-Ale Surte 7-4 - 19 januari 2008 GAIS-Jönköping 4-3 - 19 januari 2008 Lidköping-Kungälv 3-7 - 20 januari 2008 GAIS-Målilla 3-2 - 26 januari 2008 Ale Surte-Målilla 5-2 - 26 januari 2008 Kungälv-Tjust 8-3 - 26 januari 2008 Otterbäcken-Frillesås 3-6 - 27 januari 2008 Nässjö-GAIS 6-4 - 29 januari 2008 GAIS-Ale Surte 9-7 - 30 januari 2008 Kungälv-Jönköping 5-2 - 30 januari 2008 Lidköping-Nässjö 3-4 - 30 januari 2008 Målilla-Otterbäcken 1-3 - 30 januari 2008 Tjust-Frillesås 7-8 - 2 februari 2008 Ale Surte-Lidköping 6-6 - 2 februari 2008 Frillesås-Målilla 5-5 - 2 februari 2008 Jönköping-Tjust 6-6 - 2 februari 2008 Otterbäcken- GAIS 4-5 - 3 februari 2008 Nässjö-Kungälv 2-3 - 8 februari 2008 Kungälv-Ale Surte 11-3 - 8 februari 2008 Jönköping-Nässjö 5-5 - 9 februari 2008 GAIS-Frillesås 6-2 - 9 februari 2008 Tjust-Målilla 5-6 - 9 februari 2008 Lidköping-Otterbäcken 9-5 - 10 februari 2008 Tjust-Otterbäcken 10-3 - 13 februari 2008 Jönköping-Lidköping 2-8 - 16 februari 2008 Ale Surte-Jönköping 5-5 - 16 februari 2008 Frillesås-Lidköping 5-5 - 16 februari 2008 Otterbäcken-Kungälv 4-8 - 16 februari 2008 Målilla-GAIS 5-1 - 16 februari 2008 Tjust-Nässjö 5-4 - 22 februari 2008 Kungälv-Frillesås 12-4 - 23 februari 2008 GAIS-Tjust 4-4 - 23 februari 2008 Jönköping-Otterbäcken 3-3 - 23 februari 2008 Nässjö-Ale Surte 3-5 - 23 februari 2008 Lidköping-Målilla 4-2 |

## Kval till Elitserien

### Kvalserien Norra
| Nr | Lag                 | S | V | O | F | +/-     | P |
| -- | ------------------- | - | - | - | - | ------- | - |
| 1  | IK Sirius           | 5 | 4 | 1 | 0 | 40 - 16 | 9 |
| 2  | Örebro SK           | 5 | 4 | 0 | 1 | 36 - 24 | 8 |
| 3  | Kalix Bandy         | 6 | 1 | 2 | 3 | 25 - 37 | 4 |
| 4  | Haparanda Tornio BF | 6 | 0 | 1 | 5 | 20 - 44 | 1 |

### Kvalserien Södra
| Nr | Lag                   | S | V | O | F | +/-     | P |
| -- | --------------------- | - | - | - | - | ------- | - |
| 1  | IFK Kungälv           | 6 | 4 | 1 | 1 | 38 - 23 | 9 |
| 2  | Gripen Trollhättan BK | 6 | 4 | 0 | 2 | 26 - 24 | 8 |
| 3  | BS BolticGöta         | 6 | 3 | 1 | 2 | 41 - 28 | 7 |
| 4  | Frillesås BK          | 6 | 0 | 0 | 6 | 21 - 51 | 0 |